# Верхня Сілезія (провінція)
Провінція Верхня Сілезія (нім. Provinz Oberschlesien; пол. Górny Śląsk; сіл. Gůrny Ślůnsk) — колишня провінція Вільної держави Пруссії, що існувала з перервами в 1919—1945 роках. У проміжку з 1938 до 1941 року була об'єднана з Нижньою Сілезією у провінцію Сілезія. Столицею Верхньої Сілезії було Ополе. Провінція, крім того, ділилася на два адміністративні округи (Regierungsbezirke) — Катовиці й Ополе.
Область Верхня Сілезія нині лежить переважно у межах Польщі (Опольське воєводство і Сілезьке воєводство), частково в Чехії (Чеська Сілезія).